# Phyllodytes magnus
Phyllodytes magnus é uma espécie de anfíbio da família Hylidae.
Endêmica do Brasil, pode ser encontrada apenas nos municípios de Santa Terezinha, Elísio Medrado, Uruçuca, Wenceslau Guimarães, nas florestas costeiras do estado da Bahia. Também há registros sonoros da espécie nos municípios de Almadina, Ilhéus, Igrapiúna e Camacan.

## Galeria

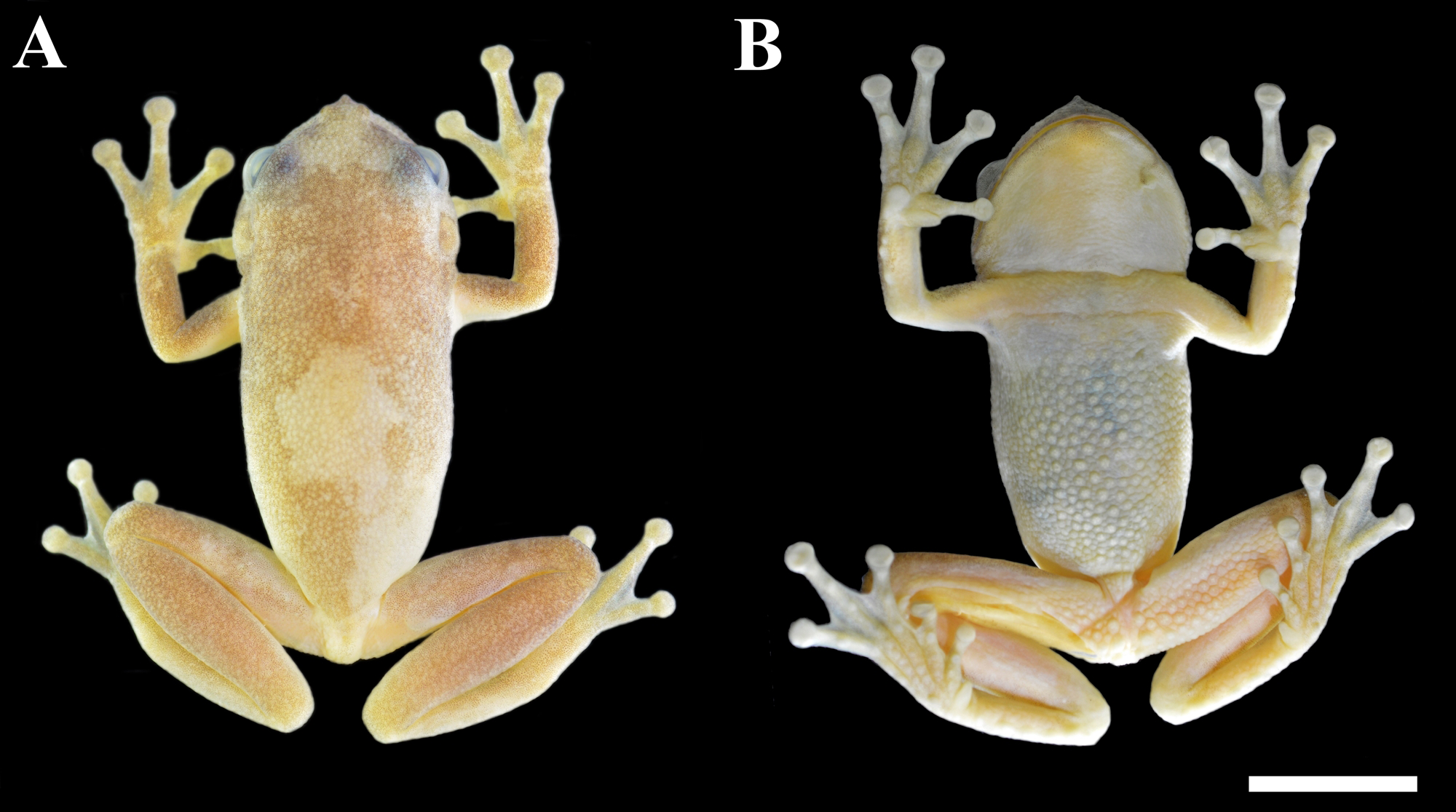
Holótipo
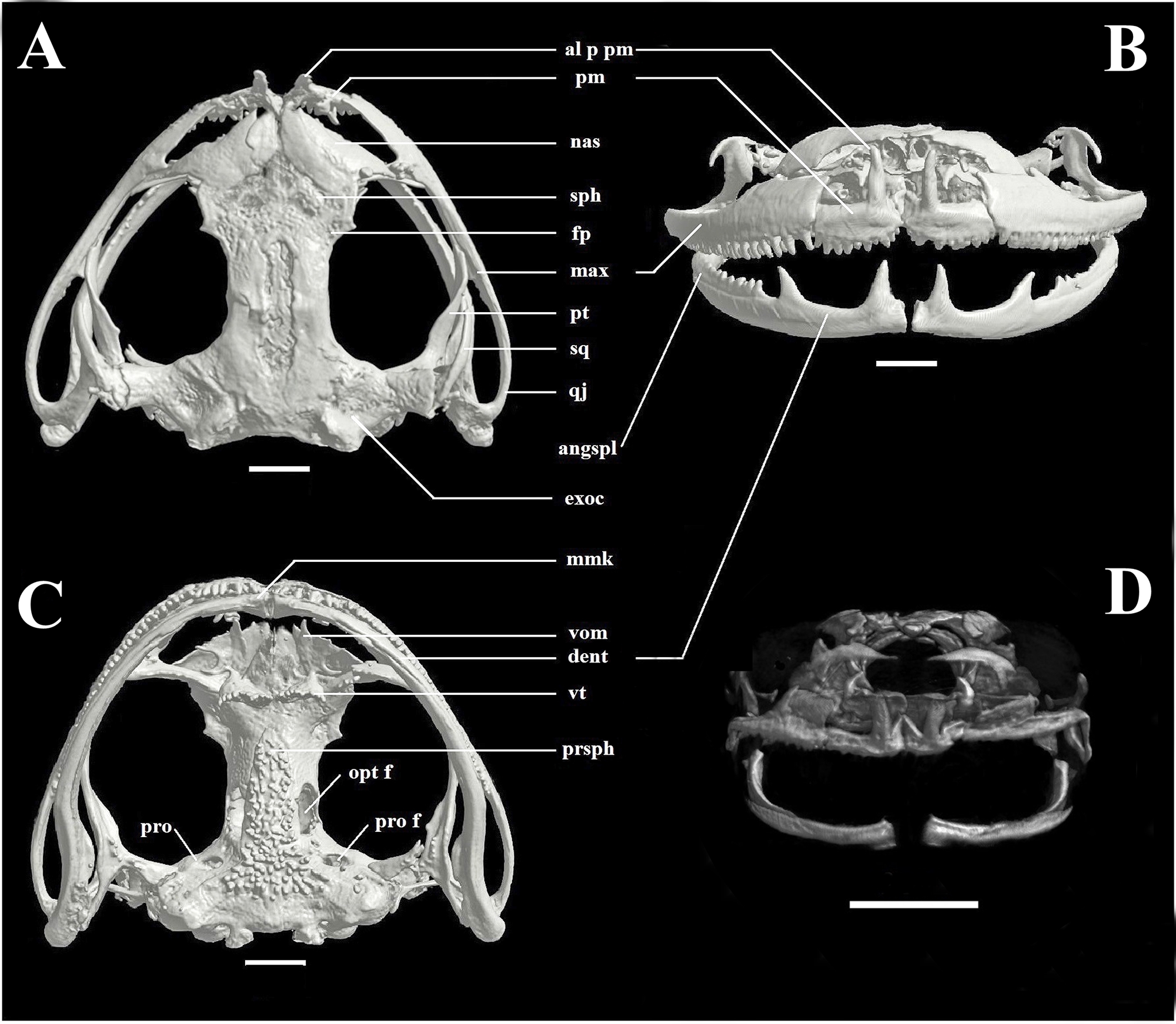
Crânio
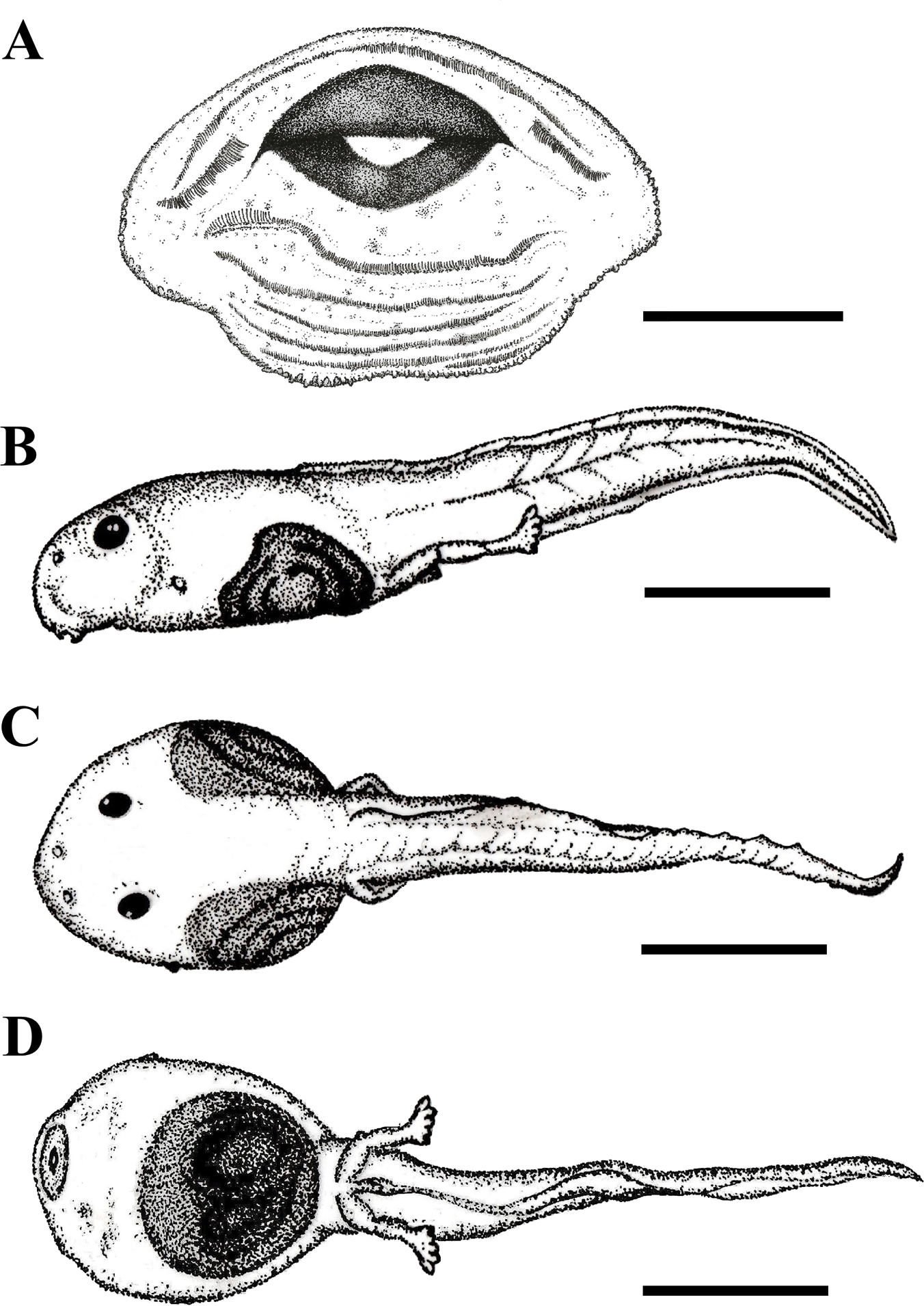
Girino